# Balonul de Aur, ediția 2002

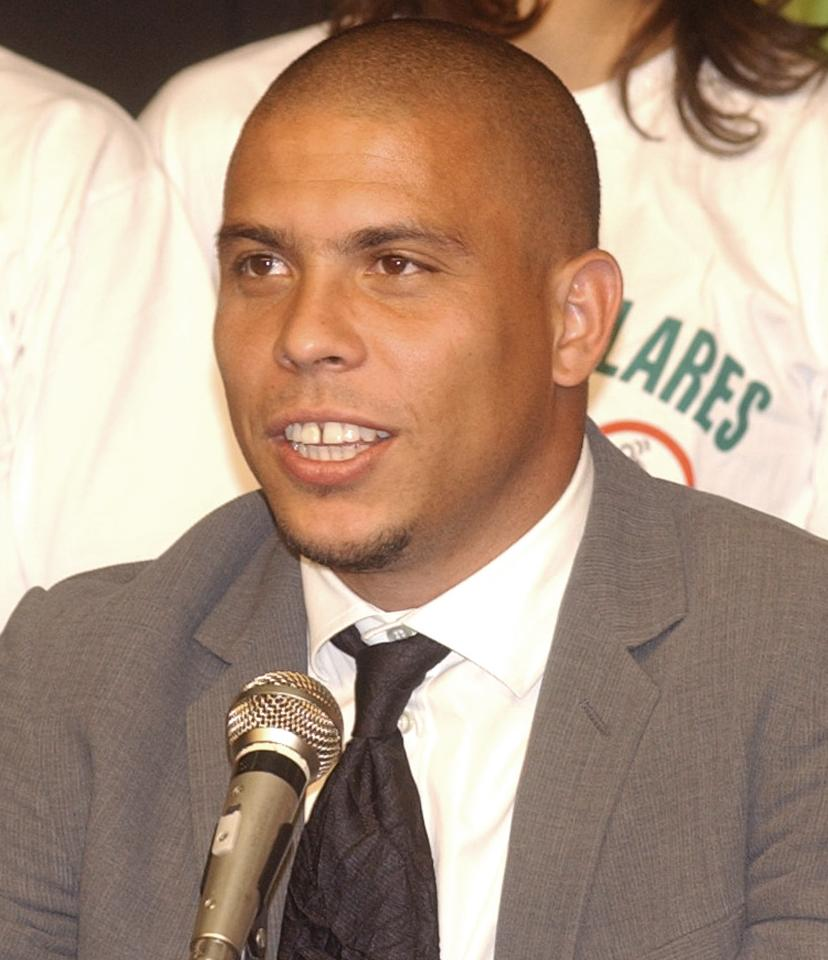
Câștogătorul Balonului de Aur Ronaldo

Balonul de Aur 2002 a fost câștigat de Ronaldo pe data de 12 decembrie 2002. A fost al doilea balon de aur câștigat de Ronaldo, primul a fost în 1997.

## Locuri
| Loc | Jucător              | Naționalitate | Club                           | Puncte |
| --- | -------------------- | ------------- | ------------------------------ | ------ |
| 1   | Ronaldo              | Brazilia      | Internazionale Real Madrid     | 169    |
| 2   | Roberto Carlos       | Brazilia      | Real Madrid                    | 145    |
| 3   | Oliver Kahn          | Germania      | Bayern Munich                  | 110    |
| 4   | Zinedine Zidane      | Franța        | Real Madrid                    | 78     |
| 5   | Michael Ballack      | Germania      | Bayer Leverkusen Bayern Munich | 71     |
| 6   | Thierry Henry        | Franța        | Arsenal                        | 54     |
| 7   | Raúl                 | Spania        | Real Madrid                    | 38     |
| 8   | Rivaldo              | Brazilia      | Barcelona Milan                | 31     |
| 9   | Yıldıray Baștürk     | Turcia        | Bayer Leverkusen               | 13     |
| 10  | Alessandro Del Piero | Italia        | Juventus                       | 12     |
| 11  | Hasan Șaș            | Turcia        | Galatasaray                    | 10     |
| 12  | Ronaldinho           | Brazilia      | Paris Saint-Germain            | 8      |
| 13  | Michael Owen         | Anglia        | Liverpool                      | 5      |
| 13  | Ruud van Nistelrooy  | Olanda        | Manchester United              | 5      |
| 15  | Bernd Schneider      | Germania      | Bayer Leverkusen               | 4      |
| 15  | Juan Carlos Valerón  | Spania        | Deportivo La Coruña            | 4      |
| 15  | Cafu                 | Brazilia      | Roma                           | 4      |
| 15  | Patrick Vieira       | Franța        | Arsenal                        | 4      |
| 19  | Lúcio                | Brazilia      | Bayer Leverkusen               | 3      |
| 19  | Luís Figo            | Portugalia    | Real Madrid                    | 3      |
| 21  | Papa Bouba Diop      | Senegal       | Lens                           | 2      |
| 21  | El Hadji Diouf       | Senegal       | Lens Liverpool                 | 2      |
| 21  | Rio Ferdinand        | Anglia        | Leeds United Manchester United | 2      |
| 24  | Rubén Baraja         | Spania        | Valencia                       | 1      |
| 24  | Filippo Inzaghi      | Italia        | Milan                          | 1      |
| 24  | Roy Makaay           | Olanda        | Deportivo La Coruña            | 1      |